# Arganiella
Arganiella is een geslacht van weekdieren uit de klasse van de Gastropoda (slakken).

## Soorten
- Arganiella pescei Giusti & Pezzoli, 1980
- Arganiella tabanensis Boeters, Glöer & Pešić, 2014
- Arganiella wolfi (Boeters & Glöer, 2007)